# 13162 Ryokkochigaku
13162 Ryokkochigaku è un asteroide della fascia principale. Scoperto nel 1995, presenta un'orbita caratterizzata da un semiasse maggiore pari a 2,3548413 UA e da un'eccentricità di 0,1458086, inclinata di 5,76873° rispetto all'eclittica.